# Brachyolene unicolor
Brachyolene unicolor là một loài bọ cánh cứng trong họ Cerambycidae.